# Power Rangers Operation Overdrive
Power Rangers Operation Overdrive é a 15ª temporada da franquia de televisão americana Power Rangers. A temporada usa filmagens e outros materiais da 30ª série Super Sentai Gogo Sentai Boukenger, que celebra o trigésimo aniversário dessa franquia. Além disso, o episódio de equipe desta temporada, "Once a Ranger", comemora o décimo quinto aniversário da franquia Power Rangers. A temporada estreou em 26 de fevereiro de 2007, no bloco de programação da Jetix. Foi a primeira temporada a usar filmagem de alta definição da franquia Super Sentai, embora essa filmagem tenha sido reduzida para a proporção de 4:3.
Operation Overdrive é a única temporada de Power Rangers que tem os Rangers explorando, operando e lutando em muitos países diferentes ao redor do mundo, ao invés de se concentrar apenas em sua cidade natal de San Angeles.

## Pré-produção
O título inicial da série era Power Rangers Drive Force, mas foi posteriormente alterado para Relic Hunters e depois Operation Overdrive
No início da pré-produção, em 26 de julho de 2006, o logotipo da série foi postado em um painel de mensagens de fãs chamado "Fuñaroboard". Esse mesmo logotipo foi posteriormente apresentado no site da Disney, RangerSecrets.com, como parte da prévia da série. O logotipo é muito semelhante ao da série principal Boukenger no design e formatos básicos.
Em 14 de novembro de 2006, a Disney montou seu site oficial para Power Rangers Operation Overdrive.

## Enredo
Cinco jovens corajosos, habilidosos e aventureiros são escolhidos para procurar várias joias mágicas que foram tiradas há muito tempo da Corona Aurora (literalmente "Coroa de o Amanhecer"), de modo a impedi-los de chegar à posse de Moltor e Flurious, que são irmãos ligados ao gelo e ao fogo, banidos há muito tempo pelo guardião da Coroa por terem tentado roubá-lo.
Quando o explorador bilionário Andrew Hartford descobriu a Corona Aurora, eles escaparam do exílio e reuniram seus aliados. Em resposta, Andrew Hartford selecionou os jovens talentosos e modificou seu DNA para conceder-lhes poderes físicos excepcionais para combater o mal. Embora Moltor e Flurious inicialmente tenham tentado trabalhar juntos, logo se tornaram rivais. A Corona Aurora caiu nas mãos de Moltor; no entanto, sem suas joias, não poderia conceder ao proprietário poder universal. Mais tarde, os guerreiros malignos Kamdor e Miratrix começaram a caçar as joias, assim como os extraterrestres 'Fearcats'. Agora os Rangers, acompanhados por um mercuriano chamado Tyzonn, que se juntou a eles como o Mercury Ranger, são forçados a lutar contra vários vilões e viajar pelo mundo todo no esforço de capturar as joias antes que seus inimigos o façam.
Para cumprir este propósito, os membros da Operação Ultra Veloz estão equipados com tecnologia futurística semelhante à apresentada nas continuidades de Power Ranger anteriores, que melhora em sofisticação e potência com episódios sucessivos. Cada vez que um novo Ranger, uma nova arma ou (em uma subtrama, se não mais) um novo motivo para a batalha é introduzido, esse Ranger, arma ou razão produz a dizimação de um inimigo principal (como Kamdor e Miratrix) ou de um hospedeiro de soldados de infantaria. Depois disso, as probabilidades voltam ao estado anterior. Os poderes físicos concedidos pela modificação genética raramente são usados, vistos ou mencionados, exceto quando um ou mais Rangers são resgatados por seu uso. Ao longo da série, lendas são incluídas ou inventadas para dar uma sensação de antiguidade: incluem o Martelo de Thor, Atlântida e Poseidon, que é mencionado pelo nome romano, Netuno.

## Elenco

### Overdrive Rangers
Os Power Rangers Operação Ultra Veloz tem a tarefa de rastrear cinco joias individuais que cabem na Corona Aurora. Devido ao novo sequenciamento de DNA, eles têm força e inteligência aprimoradas, bem como superpoderes individuais, e empunham os Rastreadores Overdrive que servem como comunicadores e principalmente morfadores. Eles são financiados e administrados pelo bilionário Andrew Hartford e vivem em sua mansão, localizada em San Angeles.

#### Mackenzie "Mack" Hartford
Mackenzie, abreviado como "Mack", Hartford é o Red Overdrive Ranger e "filho" de Andrew Hartford. Ele é o único Ranger não recrutado deliberadamente, estando envolvido na Operação Uktra Veloz por acidente e contra a vontade de seu pai. Extrovertido e entusiasmado, ele foi protegido por seu pai durante a maior parte de sua vida e tinha o desejo de provar a si mesmo. Embora inicialmente acreditado ser geneticamente melhorado como os outros Rangers, é revelado no meio da série que ele é um androide. Sua memória está ligada ao computador da Operação Ultra Veloz, então, quando é infectado por um vírus, Mack acaba se repetindo quando o vírus o atinge.
Ele adora romances de aventura e outras fantasias escapistas e está determinado a ser um Ranger; ele leva mal o fracasso, quase desistindo quando falha em proteger um civil. Ele mostra bravura e raciocínio tático rápido em sua primeira batalha e foi rapidamente aceito e confiável como líder por Andrew e os outros Rangers. Ele tem um relacionamento próximo com o assistente de Andrew, o mordomo Spencer.
Mack interpreta erroneamente a preocupação de Andrew sobre seu status como Ranger como falta de confiança ao ouvir Andrew e Spencer conversando, mas logo corrige as coisas com seu pai ao perceber que o homem simplesmente se preocupa com ele e está preocupado em perdê-lo. Seu poder "genético" é uma super força, embora seja provável que seus componentes robóticos tenham sido simplesmente modificados. No final da série, Mack tem uma batalha final com Flurious e usa toda a sua energia para destruí-lo, o que o leva diretamente à morte. O Sentinel Knight usa a Corona Aurora para transformar Mack em um humano completo. Mack então passa sua vida humana da maneira que sempre quis – aventurando-se com seu pai.
Ele e seus companheiros voltariam mais tarde em Super Megaforce para batalhar ao lado de outras equipes veteranas de Rangers e ajudar os Megaforce Rangers.
Sua arma principal é o Drive Lance e comanda os zords Dump Driver (Drive Max Zord #1) e Sonic Streaker (Drive Max Zord #10).
Ele é interpretado por James Maclurcan e dublado por Nolan North no videogame Power Rangers: Super Legends.

#### Veronica "Ronny" Robinson
Veronica "Ronny" Robinson é a Yellow Overdrive Ranger. Ela é uma das melhores pilotos de corrida em um campo dominado por homens e consegue se virar sozinha ao lidar com os meninos. Ela ocasionalmente mostra tendência a se tornar altamente competitiva; ela irrita os outros Rangers por se exibir repetidamente quando os vence nos jogos e teve que ser ensinada que vencer não é tudo. Ela mostra extrema alegria ao se deparar com os veículos que a equipe Overdrive usa e tenta agir como motorista o máximo possível; ao explorar áreas uma vez transformadas, ela pode ficar extremamente excitável. Ronny também é o motorista habitual do SHARC, o principal meio de transporte dos Rangers. Embora ela seja uma das lutadoras mais duras da equipe, ela frequentemente serve como o papel da donzela em perigo; por exemplo: nas partes um dos episódios "Man of Mercury" e "Ronny on Empty", ela é capturada pelos Fearcats.
Em "Man of Mercury", Parte II, é ela quem convence Tyzonn de que ele deve se juntar à equipe, explicando a ele que as mortes de sua equipe anterior não foram culpa dele. Ela costumava ter um par de meias da sorte que usava em todas as corridas e que nunca haviam sido limpas; o cheiro é forte o suficiente para cambalear Blothgaar. No final da série, Ronny decide voltar a correr.
Ronny mais tarde assumiu seus poderes novamente para lutar ao lado de um exército de Rangers veteranos em Super Megaforce.
Seu poder genético é a velocidade sobre-humana, um poder que lhe permite roubar a quarta joia de Kamdor. Suas armas principais são os Drive Claws, e ela dirige o Dozer (Drive Max Zord #4) e Drill (Drive Max Zord #6) Driver Zords.
Ela é interpretada por Caitlin Murphy.

#### William "Will" Aston
William "Will" Aston é o Black Overdrive Ranger. Um suave e arrogante espião de aluguel com uma bolsa cheia de equipamentos de alta tecnologia, ele aproveita qualquer chance de provar suas habilidades contra sofisticados dispositivos de segurança. Ele também é um homem elegante para mulheres, uma versão mais jovem de James Bond, que aprecia as coisas boas da vida. Ele tenta manter uma atitude mais legal do que você, tornando-o o único Ranger que não está animado com o Halloween, pois ele o considera "coisa de criança".
Acostumado a trabalhar sozinho, ele fica inicialmente irritado por ter que trabalhar em equipe e deliberadamente sai sozinho na missão Atlantis, ficando frustrado toda vez que erra como resultado; ele percebe que precisa da equipe quando Mack salva sua vida. Will mostra seu pensamento corrigido com a ideia de trabalho em equipe quando tenta ajudar Tyzonn a aprender a mesma lição. Sua conexão com a equipe pode ser vista quando ele ataca sozinho e arrisca sua vida para resgatar Ronny, e é capturado ao salvá-lo.
Suas habilidades de espionagem o tornaram um recurso valioso; durante a busca pelo pássaro Hou-ou, Will fingiu desertar para o lado do mal para resgatar o pássaro de Kamdor. No final da série, ele decide voltar a ser um espião, mas agora vai treinar uma equipe para trabalhar.
Ele e os outros Rangers mais tarde juntaram forças novamente em "Super Megaforce" para ajudar a combater a Warstar Armada.
Seu poder genético é aprimorado em audição e visão "telescopular", sua arma primária é o Drive Slammer, e ele comanda os zords Speed (Drive Max Zord #2) e o Crane (Drive Max Zord #9). Mais tarde, ele ganha um novo Ciclo HoverTek, (equipado com um modo de pouso e vôo).
Ele é interpretado por Samuell Benta e dublado por Darryl Kurylo no videogame Power Rangers: Super Legends.

#### Rose Ortiz
Rose Ortiz é a Pink Overdrive Ranger. Ela é um gênio de nível Mensa com um conhecimento enciclopédico sobre quase qualquer assunto, desde geografia até o equipamento Overdrive. Como ela mesma afirma, ela "nunca está errada".
Antes de se juntar à equipe, ela está construindo um robô em um laboratório da Universidade de Londres, bem como escrevendo um artigo sobre Advanced Nuclear Robotics Science, e em Harvard ela tirou um ano em Ancient Universal Legends. No início da série, ela é mostrada como uma tipo de garota punk; mais tarde, ela é vista como uma garota mais feminina. Ela também afirma que aprendeu a traduzir código morse aos quatro anos de idade. Apesar de sua alta inteligência, ela mostra uma natureza altamente casual e é frequentemente encontrada mastigando algo. Ela também é uma lutadora altamente perigosa, lutando contra Mig sozinha e vencendo, mas não o destrói e fazendo o mesmo com Miratrix e um dos monstros de Kamdor.
Crescendo tão rapidamente por causa de sua alta inteligência, (mesmo matando a maior parte do primário, começando a faculdade aos oito anos), Rose não teve muita infância. Ela mistura a tecnologia baseada em zord com a Sentinel Sword para criar uma nova armadura, mas menciona que não era segura para humanos. Sua nova armadura seria mais tarde usada por Mack – um androide – como seu Battlizer, tornando-o o Red Sentinel Ranger.
No final da série, Rose, sabendo que inteligência é motivo de orgulho, decide voltar a dar aulas.
Ela voltaria ao dever de Ranger em Super Megaforce para participar da batalha final contra a Warstar Armada.
Seu poder genético é a invisibilidade, sua arma primária é o Drive Geyser, e ela dirige o Sub (Drive Max Zord #5) e Shovel (Drive Max Zord #7) Driver Zords.
Ela é interpretada por Rhoda Montemayor.

#### Dax Lo
Dax Lo é o Blue Overdrive Ranger. Um dublê de cinema altamente qualificado, ele é desvalorizado e ignorado em seu trabalho; ele tende a balbuciar sobre seus papéis anteriores e comparar eventos a filmes. Ele adora as piadas, mas não gosta de ficar sem crédito pelo seu trabalho. Ele é o mais entusiasmado da equipe Overdrive, gostando de ser um verdadeiro super-herói. Ele costumava ter uma namorada chamada Mira da qual ele a salva de um de seus capangas, antes que ela se revele a poderosa e malvada Miratrix. Dax frustra sua trama na época e revela que tinha suspeitas sobre ela desde o início, mas mesmo assim fica magoado com a experiência. Ele ainda acredita que ela nutre sentimentos por ele.
Dax também mostrou que entende seus deveres de proteger o mundo, mas isso não diminuiu seu sonho de alcançar uma verdadeira carreira de ator. Ele é o primeiro a usar o veículo Transtek Armor, que ele usou contra Miratrix, Kamdor e Moltor e seus monstros. No final da série, ele declara que está farto de atuações de dublês e expressa o desejo de dirigir.
Ele voltaria mais tarde em Super Megaforce ao lado de seus companheiros para ajudar a combater a Warstar Armada como parte do exército Ranger.
Seu poder genético é superagilidade (permitindo que ele salte grandes alturas e em altas velocidades), sua arma principal é o Drive Vortex, e ele comanda o Gyro (Drive Max Zord #3) e Cement (Drive Max Zord #8) Driver Zords .
Ele é interpretado por Gareth Yuen.

### Tyzonn
Tyzonn, às vezes chamado de "Ty" abreviadamente, é um Mercuriano do planeta alienígena Mercuria. Anteriormente, ele é membro do Esquadrão Intergaláctico de Resposta a Emergências, uma equipe de busca e resgate, ao lado de sua noiva Vella. Durante um infeliz acidente quando sua equipe foi morta pelos Fearcats, depois de mandá-los de volta para uma caverna em colapso, Tyzonn se dedica a rastrear o grupo criminoso e levá-los à justiça por seus crimes. Ele consegue rastreá-los até a Terra, mas sua busca é interrompida quando ele é confrontado por Moltor, que o ataca e o transforma em uma forma de monstro parecida com um dragão Pachycephalosaurus. Em troca de sua lealdade, ele promete fazê-lo voltar ao normal. No entanto, Mack percebeu que ele não era um vilão, e os Rangers trabalharam com ele para recuperar o Pergaminho, bem como o Diamante Touru. O poder das duas gemas Corona Aurora o reverteu à sua forma original depois. Quando os Fearcats atacam novamente com poder extra concedido por Flurious, Tyzonn a princípio se recusa a se juntar aos Rangers na batalha devido ao medo de causar a morte de outro grupo de amigos. No entanto, graças a Ronny convencê-lo de que suas experiências anteriores não foram culpa sua, ele é capaz de seguir em frente e usa os poderes do Mercury Ranger para combater os Fearcats ao lado de sua nova equipe.
Ele teve alguns problemas para se ajustar à vida na Terra – ele irrita Will por tentar muito ser como ele. Ele demonstrou interesse em aprender mais sobre seus companheiros de equipe, tentando muito descobrir sobre Rose. Ele cultiva uma planta em seu tempo livre.
Ele se reencontra com Vella com a ajuda de Norg, que a resgatou dos Chillers que Flurious mandou destruir a ele e a Vella.
Mais tarde, ele se juntou aos Megaforce Rangers para lutar contra as forças da Armada no final de Super Megaforce.
Como um mercuriano, ele tem a habilidade natural inata de transformar seu corpo em mercúrio; sua arma principal é o Drive Detector, e ele dirige um caminhão de bombeiros sem nome (Zord #11) e o Rescue Runner Zords (Zords #12 e #13), que ele combina no Flash Point Megazord.
Ele é interpretado por Dwayne Cameron.

### Outros
Aliados
- Rod Lousich como Andrew Hartford, o mentor dos rangers e pai de Mack.[29]
- David Weatherley como Spencer
- Campbell Cooley como a voz de Alpha 6
- Nic Sampson como a voz do Sentinel Knight
- Beth Allen como Vella

Rangers veteranos
- Johnny Yong Bosch como Adam Park; o segundo Black Ranger, e anteriormente o Black Ninja Ranger, Green Zeo Ranger e o primeiro Green Turbo Ranger.
- Sally Martin como Tori Hanson; a Blue Wind Ranger.
- Emma Lahana como Kira Ford; a Yellow Dino Thunder Ranger.
- Matt Austin como Bridge Carson; o terceiro S.P.D. Red Ranger, após uma promoção em S.P.D..
- Richard Brancatisano como Xander Bly; o Green Mystic Force Ranger.

Vilões
- Gerald Urquhart como Flurious
- Mark Ferguson como a voz de Moltor
- Ria Vandervis como Miratrix
- Adam Gardiner como a voz de Kamdor
- James Gaylyn como a voz de Cheetar
- Lori Dungey como a voz de Crazar
- David Weatherley como voz de Benglo
- Kelson Henderson como Norg e a voz de Mig
- Glen Levy como a voz de Thrax

## Episódios
| N.º na série | N.º na temp. | Título                         | Dirigido por      | Escrito por     | Exibição original       |
| ------------ | ------------ | ------------------------------ | ----------------- | --------------- | ----------------------- |
| 605          | 1            | "Kick Into Overdrive, Part I"  | Mark Beesley      | Bruce Kalish    | 26 de fevereiro de 2007 |
| 606          | 2            | "Kick Into Overdrive, Part II" | Mark Beesley      | Jackie Marchand | 26 de fevereiro de 2007 |
| 607          | 3            | "The Underwater World"         | Mark Beesley      | John Tellegen   | 5 de março de 2007      |
| 608          | 4            | "Heart of Blue"                | Britta Johnstone  | David Garber    | 12 de março de 2007     |
| 609          | 5            | "Weather or Not"               | Britta Johnstone  | John Tellegen   | 19 de março de 2007     |
| 610          | 6            | "Pirate in Pink"               | Britta Johnstone  | Jackie Marchand | 26 de março de 2007     |
| 611          | 7            | "At All Costs"                 | Jonathan Brough   | Bruce Kalish    | 2 de abril de 2007      |
| 612          | 8            | "Both Sides Now"               | Jonathan Brough   | David Garber    | 9 de abril de 2007      |
| 613          | 9            | "Follow The Ranger"            | Jonathan Brough   | John Tellegen   | 30 de abril de 2007     |
| 614          | 10           | "Lights, Camera, DAX"          | Mike Smith        | John Tellegen   | 7 de maio de 2007       |
| 615          | 11           | "Face to Face, Part I"         | Mike Smith        | Jackie Marchand | 14 de maio de 2007      |
| 616          | 12           | "Face to Face, Part II"        | Mike Smith        | Jackie Marchand | 21 de maio de 2007      |
| 617          | 13           | "Man of Mercury, Part I"       | Charlie Haskell   | John Tellegen   | 4 de junho de 2007      |
| 618          | 14           | "Man of Mercury, Part II"      | Charlie Haskell   | John Tellegen   | 4 de junho de 2007      |
| 619          | 15           | "Behind the Scenes"            | Charlie Haskell   | Jackie Marchand | 11 de junho de 2007     |
| 620          | 16           | "Just Like Me"                 | Charlie Haskell   | David Garber    | 18 de junho de 2007     |
| 621          | 17           | "It's Hammer Time"             | Vanessa Alexander | John Tellegen   | 2 de julho de 2007      |
| 622          | 18           | "Out of Luck"                  | Vanessa Alexander | David Garber    | 9 de julho de 2007      |
| 623          | 19           | "One Gets Away"                | Vanessa Alexander | Bruce Kalish    | 16 de julho de 2007     |
| 624          | 20           | "Once a Ranger, Part I"        | Britta Johnstone  | Jackie Marchand | 23 de julho de 2007     |
| 625          | 21           | "Once a Ranger, Part II"       | Britta Johnstone  | Jackie Marchand | 23 de julho de 2007     |
| 626          | 22           | "One Fine Day"                 | Britta Johnstone  | Bruce Kalish    | 6 de agosto de 2007     |